# Demonax ingridae
Demonax ingridae là một loài bọ cánh cứng trong họ Cerambycidae.